# ازان (هلمند)
ازان (به لاتین: Azan) یک منطقهٔ مسکونی در افغانستان است که در ولایت هلمند واقع شده‌است.